# Composia
Composia é um gênero de traça pertencente à família Arctiidae.